# Val d’Oust
Val d’Oust ist eine französische Gemeinde mit 2.808 Einwohnern (Stand: 1. Januar 2022) im Département Morbihan in der Region Bretagne. Sie gehört zum Kanton Moréac im Arrondissement Pontivy. 
Sie entstand als Commune nouvelle mit Wirkung vom 1. Januar 2016 durch die Fusion der bisherigen Gemeinden Le Roc-Saint-André, Quily und La Chapelle-Caro, die in der neuen Gemeinde den Status einer Commune déléguée haben. Der Verwaltungssitz befindet sich im Ort Le Roc-Saint-André.

## Gliederung
| Ortsteil                                 | ehemaliger INSEE-Code | Fläche (km²) | Einwohnerzahl zum 1. Januar 2022 |
| ---------------------------------------- | --------------------- | ------------ | -------------------------------- |
| La Chapelle-Caro                         | 56037                 | 16,49        | 1.468                            |
| Le Roc-Saint-André (Verwaltungssitz)0000 | 56197                 | 09,93        | .0974                            |
| Quily                                    | 56187                 | 05,39        | .0366                            |

## Geografie
Die Gemeinde wird vom Fluss Oust durchquert, der hier zum Schifffahrtskanal Canal de Nantes à Brest ausgebaut ist.
Nachbargemeinden sind Guillac, Montertelot und Ploërmel im Norden, Monterrein im Nordosten, Caro im Osten, Saint-Abraham im Südosten, Sérent im Süden, Lizio im Westen und Saint-Servant im Nordwesten.

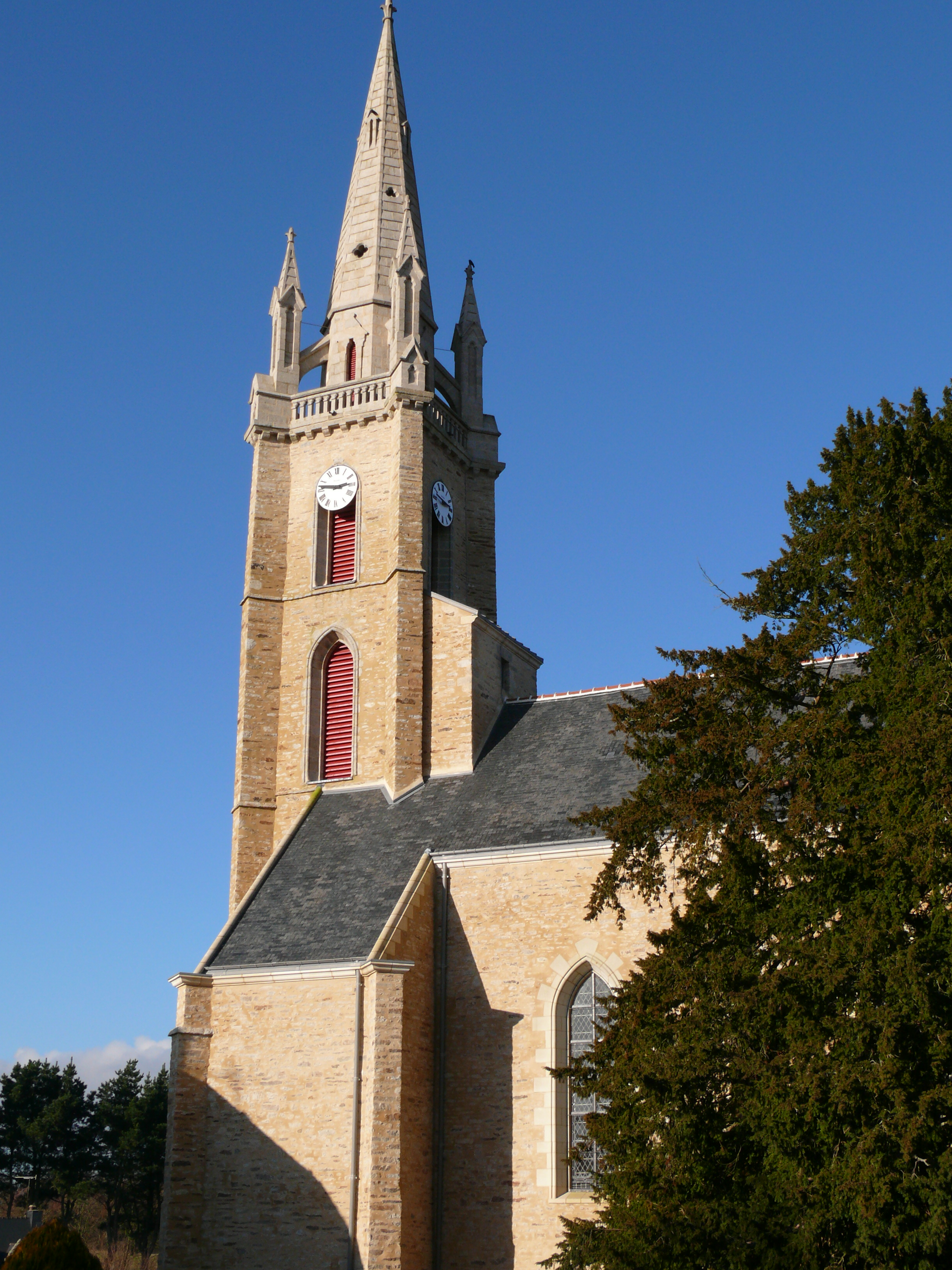
Kirche Notre-Dame de La Chapelle-Caro

## Baudenkmäler
Siehe: Liste der Monuments historiques in Val d’Oust